# رناتو ترا
رناتو ترا (ایتالیایی: Renato Terra؛ ۲۶ ژوئیهٔ ۱۹۲۲ – ۲۸ نوامبر ۲۰۱۰) یک هنرپیشه، و پدیدآور اهل ایتالیا بود. او در سینما به عنوان بازیگر در بیش از ۸۰ فیلم سینمایی ظاهر شده است. در سال ۱۹۷۷ بازنشسته و به شعر رو آورد و شاعر شد. 
در دوران جوانی، او در مرکز تجربی فیلمبرداری در رم حضور یافت. در طول دوران حرفه‌ای خود از نام مستعار رایان ارت‌پیک استفاده کرد. او در حین فیلمبرداری در یک فیلم از روی اسب افتاد و بینی‌اش شکست و به همین دلیل از بازیگری دست کشید و شاعر شد. 

## بخشی از فیلم‌شناسی
از فیلم‌ها یا برنامه‌های تلویزیونی که وی در آن نقش داشته است می‌توان به آثار زیر اشاره کرد.
- روکو و برادرانش
- بازی کثیف
- کارمن
- انجیل به روایت متی
- یکشنبه سیاه
- شب‌های روشن
- دو همسری
- ساخت ایتالیا
- هیجان
- قطار شب به میلان
- بکش یا بمیر